# Svaneke Vandtårn
Svaneke Vandtårn er et trebenet vandtårn tegnet af Jørn Utzon og beliggende i Svaneke på Bornholm. Vandtårnet er opført i 1952 og er støbt i jernbeton. Inspirationen til tårnet kom fra gamle sømærker. Tårnet blev bygningsfredet i 1990.
Bygningsfredningen af Svaneke Vandtårn blev udvidet i 2015 til også at omfatte Svaneke Vandværk og Pumpestation (opført 1951) som Jørn Utzon (arkitekt) også har tegnet.
Vandtårnet er blevet motiv på en af tårnmønterne.